# خانه عبدالمجید جلال پور
خانه عبدالمجید جلال پور مربوط به دوره قاجار است و در یزد، بلوار بسیج، روبروی آب انبار رستم گیو واقع شده و این اثر در تاریخ ۱۰ خرداد ۱۳۸۲ با شمارهٔ ثبت ۹۱۱۴ به‌عنوان یکی از آثار ملی ایران به ثبت رسیده است.